# Lalla Rookh (schip, 1876)
Lalla Rookh, tussen 1923 en 1926 Karhu, was een Brits schip dat in 1876 werd gebouwd en later een Noorse en Ålandse eigenaar kende. Het was een ijzeren zeilschip met drie masten en was tot 1928 in de vaart. Het schip werd in België gesloopt.

## Geschiedenis
Lalla Rookh werd in 1876 gebouwd door RJ Evans & Co voor de Lever Brothers die in Liverpool waren gevestigd. Het schip had een tonnage van 825 bruto registerton en een laadvermogen van 1250 ton. Het was 63 meter lang, 9,7 meter breed en 5,7 meter diep. Lever gebruikte het schip om kopra – gedroogd vruchtvlees van de kokosnoot – te verschepen.
Vanaf 1923 was het schip eigendom van verschillende Noorse reders, onder wie uiteindelijk Werner Hacklin. Het droeg in die tijd de naam Karhu. Toen het in februari 1925 van Kopenhagen naar Savanna-la-Mar in Jamaica schade opliep tijdens een storm, werd het voor reparatie naar Haugesund in Noorwegen gesleept.
In 1926 werd het gekocht door de Fin Gustaf Erikson die het schip zijn oorspronkelijke naam teruggaf. In oktober 1928 vervoerde het schip zijn laatste houtvracht van Porvoo naar Londen, waarna het naar Brugge in België doorvoer om gesloopt te worden.